# برنامه انتقال‌پذیر

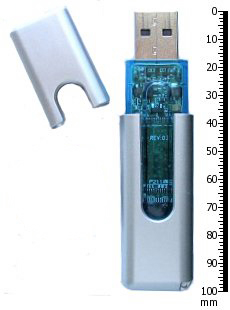
یک افزاره‌ران USB می‌تواند برنامه‌های انتقال‌پذیر را حمل کند.

برنامه‌کاربردی انتقال‌پذیر (به انگلیسی: Portable application یا portable app) که گاهی به آن خوداتکا (به انگلیسی: standalone) هم گفته می‌شود، نوعی برنامه است که به گونه‌ای طراحی شده‌است که «تنظیمات پیکربندی‌اش» را از داخل یک فولدر دسترس‌پذیر در آن رایانه می‌خواند و در آن می‌نویسد. این فولدر معمولاً همان فولدری است که برنامه انتقال‌پذیر در آن قرار دارد. مزیت اصلی آن است که «انتقال برنامه» با ترجیحات و داده کاربر، بین رایانه‌های مختلف ساده می‌گردد. برنامه‌ای که هیچ گزینه‌ای برای پیکربندی ندارد، هم می‌تواند نوعی برنامه انتقال‌پذیر باشد.
نرم‌افزار قابل حمل به نرم‌افزاری گفته می‌شود که بدون نیاز به نصب بر روی سیستم‌عامل از روی لوح نوری، یواس‌بی فلش درایو یا دیسک نرم قابل اجرا باشد.